# Jenny Klinge

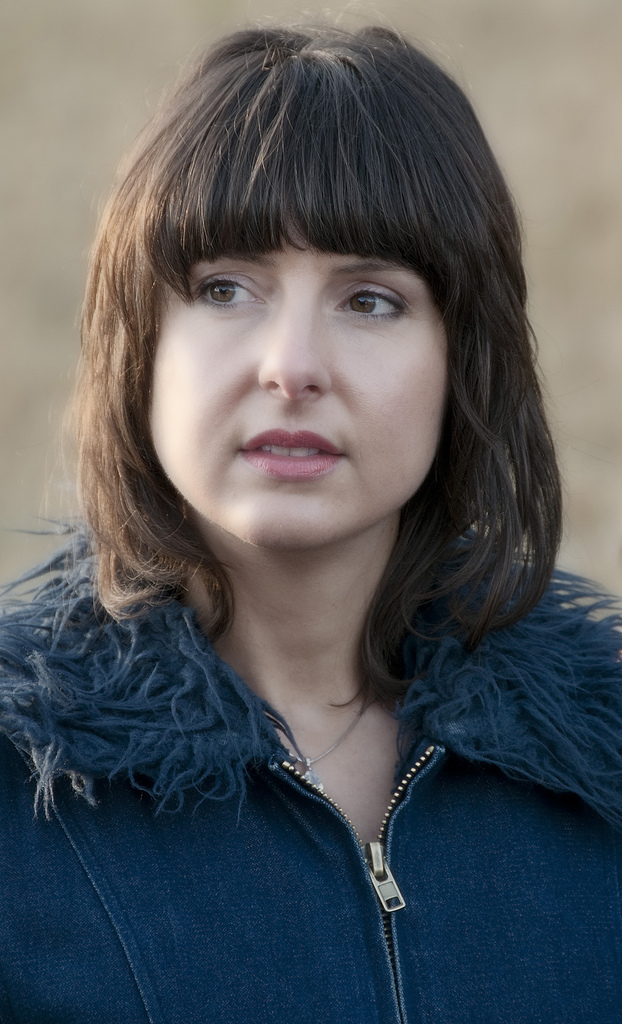
Jenny Klinge 2009

Jenny Klinge, född 28 november 1975, är en norsk politiker. Hon tillhör Senterpartiet och är ledamot av Stortinget. Hon sitter i Stortingets justiskomité.